# Финк, Джеральд
Джералд Финк (Gerald Ralph Fink; род. 1 июля 1940, Бруклин, Нью-Йорк) — американский генетик, специалист по генетике и молекулярной биологии дрожжей, а также молекулярной биологии грибковых инфекций.
Профессор Массачусетского технологического института и член-учредитель его Whitehead Institute, директор последнего в 1990—2001 годах, член Национальных Академии наук и Медицинской академии США, а также Американского философского общества.
Лауреат премии Грубера (2010).

## Биография
Окончил Амхерстский колледж (бакалавр, 1962).
Степень доктора философии по генетике получил в Йельском университете в 1965 году. С 1967 года преподавал генетику и биохимию в Корнеллском университете. С 1982 года преподаёт молекулярную генетику в Массачусетском технологическом институте, где ныне профессор Американского онкологического общества. Член-учредитель (с 1982) Whitehead Institute Массачусетского технологического института и его директор в 1990—2001 годах.
Сотрудничал также в Ellison Medical Foundation и на протяжении 16 лет вместе с Fred Sherman (scientist) читал курс по генетике дрожжей в Лаборатории в Колд-Спринг-Харбор.
Воспитал многих учеников, в числе которых Jef Boeke.
Основатель биотехнологических компаний Myco Pharmaceuticals и Ironwood Pharmaceuticals.
В 1988 году президент Генетического общества Америки (Genetics Society of America), а в 2015 году — Американской ассоциации содействия развитию науки.
Член Национальных Академии наук (1981) и Медицинской академии (1996) США, а также Американского философского общества (2003) и Американской академии искусств и наук (1984).
Почётный доктор Амхерстского колледжа и Лаборатории в Колд-Спринг-Харбор.

## Награды
- NAS Award in Molecular Biology[англ.] (1981)
- Genetics Society of America Medal[англ.] (1982)
- Yale Science and Engineering Award (1984)
- Emil Christian Hansen Foundation Award of Microbiology, Дания (1986)
- Wilbur Cross Medal[англ.] Йельского университета (1992)
- Senior Scholar Award, Ellison Medical Foundation[англ.] (2001)
- George W. Beadle Award[англ.] Генетического общества Америки (2001)
- Yeast, Genetics and Molecular Biology Lifetime Achievement Award (2002)
- Премия Грубера по генетике (2010)
- Медаль Томаса Ханта Моргана (2020)